# Siège de Cattaro
Batailles
- Lissa
- Pelagosa
- Pirano
- Zara
- Cattaro
- Raguse

Le siège de Cattaro se déroula du 14 octobre 1813 au 3 janvier 1814 à Cattaro (aujourd'hui Kotor) dans les Provinces illyriennes, et opposa une flottille britannique commandée par le capitaine William Hoste et un contingent monténégrin dirigée par Petar I Petrović-Njegoš à la garnison française de la ville sous les ordres du général Jean-Joseph Gauthier. Cet affrontement se déroula dans le cadre de la campagne de l'Adriatique qui opposait depuis plusieurs années les Français et les Britanniques, et se solda par la reddition de la garnison impériale.

## Contexte
La ville de Cattaro, en tant que partie intégrante de l'Albanie vénitienne, avait appartenu à la République de Venise de 1420 à 1797, date à laquelle elle passa sous la domination de la monarchie de Habsbourg à la suite du traité de Campo-Formio. En 1805, l'Autriche, vaincue par Napoléon au cours de la campagne d'Austerlitz, dut céder Cattaro au royaume d'Italie, un État-satellite de l'Empire français, ce qui n'empêcha pas des troupes russes, commandées par Dmitri Seniavine, de stationner dans la ville jusqu'à la signature des traités de Tilsit en 1807. Trois ans plus tard, la localité fut incorporée dans les Provinces illyriennes. La situation évolua cependant avec l'entrée en guerre de l'Autriche contre la France en août 1813 et la suprématie incontestée de la Royal Navy dans l'Adriatique, effective dès l'automne. En coopération avec les troupes autrichiennes qui envahissaient les Provinces illyriennes et l'Italie du Nord, la flotte britannique du contre-amiral Thomas Fremantle parvint à transporter rapidement des contingents autrichiens et britanniques d'un point à un autre de la côte, ce qui précipita la reddition de plusieurs villes portuaires dont Zara qui fut libérée au mois de décembre.